# Hulk - Nella terra dei mostri
Hulk - Nella terra dei mostri (Hulk: Where Monsters Dwell), noto anche come Hulk - Il covo dei mostri è un film d'animazione direct-to-video del 2016 diretto da Mitch Schauer.
Film di supereroi con protagonista il personaggio di Hulk. Il film prende il nome da una storia dei fumetti Marvel degli anni '70 ed è in continuità con le serie del blocco Marvel di Disney XD, come ad esempio Hulk e gli agenti S.M.A.S.H..

## Trama
Il Dottor Strange porta Hulk a New York per frasi aiutare nella lotta contro i mostri scatenati nella notte di Halloween, ovvero dei giovani adolescenti bloccati in un sogno e trasformatisi nei mostri che più temevano. Durante la battaglia, Hulk si ritrasforma casualmente in un Bruce Banner inconscio e addormentato. Il Dottor Strange pianifica un viaggio nella Dimensioni dei Sogni con Hulk per raggiungere il fondo dei mostri mentre affrontano Incubo. Prima che ciò accada, invocano gli Howling Commandos (composti dalla forma zombi di Jasper Sitwell, Man-Thing, Vampire by Night, Warwolf e Minotauro) per controllare le loro forme fisiche e contenere i mostri scatenati. Banner e Hulk si dividono per il loro viaggio in un'altra dimensione dove Banner usa l'armatura Hulkbuster di Iron Man.

## Distribuzione
Il film è stato annunciato il 9 ottobre 2016 al San Diego Comic-Con 2016, dove ha avuto la sua anteprima mondiale. Il film è uscito in Digital HD il 21 ottobre 2016 negli Stati Uniti.

## Doppiaggio
| Personaggio                 | Doppiatore originale | Doppiatore italiano |
| --------------------------- | -------------------- | ------------------- |
| Hulk                        | Fred Tatasciore      | Andrea Ward         |
| Bruce Banner                | Jesse Burch          | Andrea Ward         |
| Dottor Strange              | Liam O'Brien         | Carlo Scipioni      |
| Nina Price/Vampire by Night | Chiara Zanni         | Gea Riva            |
| Incubo (Nightmare)          | Matthew Waterson     |                     |
| Warwolf                     | Edward Bosco         | Enrico Chirico      |
| Minotauro                   | Edward Bosco         |                     |
| Man-Thing                   | Jon Olson            |                     |
| Jasper Sitwell              | Mike Vaughn          | Andrea Lavagnino    |
| Rorgg, Sporr, Zzutak        | Jon Olson            |                     |
| Benito Serrano              | Michael Robles       | Francesco Ferri     |

## Accoglienza
Screen Rant ha dato al film una recensione positiva, dicendo "Tutto sommato, Marvel's Hulk: Nella terra dei mostri non è una storia tanto ragionata come avrebbe potuto essere, ma per un'avventura di supereroi che è vagamente legata a una vacanza, funziona. I bambini si divertiranno, mentre gli adulti potrebbero avere difficoltà ad arrivare alla fine del film". Newsarama è stato più critico nella sua recensione, mirando a critiche specifiche al dialogo e al ritmo, in definitiva dicendo "C'è sicuramente un solido episodio di 45 minuti di Avengers Assemble in questo che avrebbe potuto facilmente funzionare meglio". ScienceFiction.com lo ha premiato con 3.5 su 5, affermando che "il film nell'insieme è un solido cartone di Halloween".